# Visetende vleermuis
De visetende vleermuis (Myotis vivesi) behoort tot de familie van gladneuzen (Vespertilionidae).
De visetende vleermuis heeft, zoals zijn naam al aangeeft, een zeer speciaal voedingspatroon. Hij eet uitsluitend vis, die hij met zijn scherpe klauwen uit het water plukt. Hij komt voor langs de kusten van Californië en Mexico. Volwassen visetende vleermuizen zijn ongeveer acht centimeter lang.